# Jwaundace Candece
Jwaundace Candece Belcher, conhecida apenas como Jwaundace Candece (Birmingham (Alabama), 13 de janeiro de 1978 [carece de fontes?]) é  uma atriz, dublê e wrestler profissional americana.

## Carreira

### Luta profissional
Candece iniciou sua carreira de wrestling profissional com o WOW! Women of Wrestling(WOW!), usando o pseudônimo Delta Lotta Pain, como parte da tag team Caged Heat, que viria a se tornar Campeões da equipe de tag WOW!.

### Dublê
Ela é a primeira mulher negra americana a alcançar mais de 100 aparições no cinema, televisão e comerciais, fazendo acrobacias como ela mesma, mas principalmente para algumas das principais atrizes de Hollywood. Ela já foi dublê de Viola Davis, Regina King, Queen Latifah, Oprah Winfrey, Taraji P. Henson, Jennifer Hudson, Gabrielle Union, Whoopi Goldberg, Mo'Nique, Tyra Banks, Retta, Brandy Norwood e Hayley Marie Norman, entre outras. Suas acrobacias incluíram cenas de luta, quedas de escada, catracas, dublês em alta velocidade, acidentes de carro, motocicletas, queimaduras de fogo e muito mais. Ela já trabalhou com alguns dos principais coordenadores de dublês do setor.

### Atuando
Candece é atualmente uma atriz, e pode ser vista como Shaundra no filme da Netflix Nu, que estreou em 11 de agosto de 2017.
O filme é estrelado por Marlon Wayans e Regina Hall. Ela é anteriormente conhecida por seu papel recorrente na série Ressurreição, da ABC, como a Sra. Camille Thompson.
Ela também pode ser vista em Let's Be Cops, da 20th Century Fox, como JaQuandae.
Candece também fez aparições CSI: Crime Scene Investigation, "Banshee" da Cinemax, "MadTv" da Fox, "Let's Stay Together" da BET, "Stan Against Evil" da IFC, Barbershop: The Next Cut, Vengeance: A Love Story, de Nicolas Cage, e também pode ser vista como a boxeadora que derruba Tonya Harding, interpretada por Margot Robbie no premiado "I, Tonya".
Ela tem um mestrado em psicologia e uma credencial para ensinar a leitura. [carece de fontes?]